# タイロン・スミス (陸上選手)
タイロン・スミス（Tyrone Smith、1984年8月7日 - ）はバミューダ諸島の男子陸上競技選手。専門は走り幅跳び。
2008年北京オリンピック・2012年ロンドンオリンピック代表。2010年のマヤグエスでの中央アメリカ・カリブ海競技大会では8メート22の自己ベストを記録し、金メダルを獲得した。